# Suegos (Pol)
Suegos (llamada oficialmente Santa Eulalia de Suegos) es una parroquia española del municipio de Pol, en la provincia de Lugo, Galicia.

## Organización territorial
La parroquia está formada por siete entidades de población:

### Entidades de población
Entidades de población que forman parte de la parroquia:
- Baílle
- Cima de Vila
- Folgueiras
- Pozo
- Regueira (A Regueira)
- Vigo

### Despoblado
Despoblado que forma parte de la parroquia:
- Laga

## Demografía
| Gráfica de evolución demográfica de Suegos entre 2000 y 2020 |
|                                                              |
| Datos según el nomenclátor publicado por el INE.             |